# Código Aiken
El código Aiken (también conocido como código 2421) es un código decimal complementario de codificación binaria (BCD). Se asigna un grupo de cuatro bits a los dígitos decimales del 0 al 9 según la siguiente tabla. El código fue desarrollado por Howard Hathaway Aiken y aún hoy se utiliza en relojes digitales, calculadoras de bolsillo y dispositivos similares.
El código Aiken difiere del código BCD estándar 8421 en que el código Aiken no pondera el cuarto dígito con 8 como en el código BCD estándar, sino con 2.

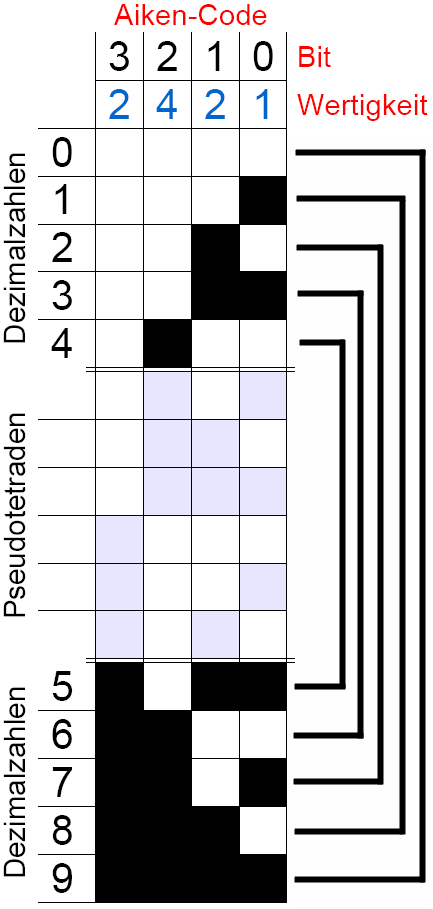
Código Aiken (propiedad de simetría)

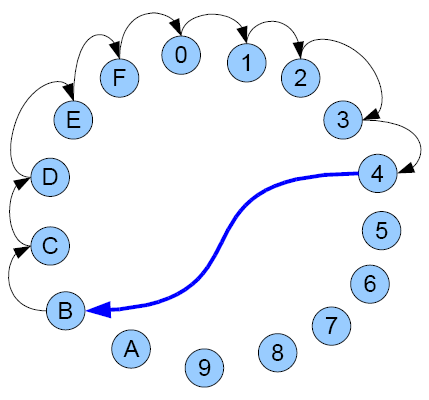
Código Aiken en codificación hexadecimal

Se obtiene la siguiente ponderación para el código Aiken: 2-4-2-1.
Se podría pensar que los códigos dobles son posibles para un número, por ejemplo 1011 y 0101 podrían representar el 5. Sin embargo, aquí uno se asegura de que los dígitos del 0 al 4 sean complementarios de los números del 5 al 9. 
| 0 | 0 0 0 0 |
| 1 | 0 0 0 1 |
| 2 | 0 0 1 0 |
| 3 | 0 0 1 1 |
| 4 | 0 1 0 0 |
| 5 | 1 0 1 1 |
| 6 | 1 1 0 0 |
| 7 | 1 1 0 1 |
| 8 | 1 1 1 0 |
| 9 | 1 1 1 1 |

## Otras lecturas
- «Coded Decimal Number Systems for Digital Computers». Proceedings of the Institute of Radio Engineers (Institute of Radio Engineers (IRE)) 41 (10): 1450-1452. October 1953. ISSN 0096-8390. doi:10.1109/JRPROC.1953.274330. (3 pages)

- Datos: Q117643